# شيروان محسن دزه ئي
شيروان محسن محمد أمين دزه ئي (بالكردية: شيروان موحسین دزەیی)‏ هو دبلوماسي وسياسي عراقي كردي، يعمل في وزارة الخارجية العراقية ضمن البعثات الدبلوماسية. كما عمل مستشارا في مكتب هوشيار زيباري الذي كان وزيرا للخارجية.
والده السياسي الكردي المعروف محسن دزه ئي.